# Towns River
Towns River är ett vattendrag i Australien. Det ligger i territoriet Northern Territory, omkring 570 kilometer sydost om territoriets huvudstad Darwin.
Trakten runt Towns River består i huvudsak av gräsmarker. Genomsnittlig årsnederbörd är 1 049 millimeter. Den regnigaste månaden är mars, med i genomsnitt 313 mm nederbörd, och den torraste är augusti, med 1 mm nederbörd.